# 2020년 하계 올림픽 라이베리아 선수단
2020년 하계 올림픽 라이베리아 선수단은 2021년 일본 도쿄에서 열린 2020년 하계 올림픽에 참가한 올림픽 라이베리아 선수단이다.
라이베리아는 2020년 도쿄 하계 올림픽에 출전했다. 원래 2020년 7월 24일부터 8월 9일까지 열릴 예정이었던 올림픽은 코로나19 범유행으로 인해 2021년 7월 23일부터 8월 8일로 연기되었다. 1956년 첫 올림픽 이후 라이베리아가 올림픽에 출전한 것은 3번을 제외하면 13번째였다. 라이베리아는 1968년과 1992년 하계 올림픽에 선수 등록을 하지 못했고, 나머지 아프리카 국가들과 함께 몬트리올에서 열린 1976년 하계 올림픽을 보이콧했다.

## 출전 선수
| 종목 | 남자 | 여자 | 전체 |
| ---- | ---- | ---- | ---- |
| 육상 | 2    | 1    | 3    |
| 전체 | 2    | 1    | 3    |

## 같이 보기
- 올림픽 라이베리아 선수단